# 아리랑로 (대전)
아리랑로(Arirang-ro)는 대전광역시 유성구 전민동 원촌삼거리 에서 대덕구 법동 평생교육문화센터교차로 를 잇는 도로이다.

## 주요 경유지
대전광역시
- 유성구 (전민동) - 대덕구 (회덕동 . 법동)

## 노선
| 이름                   | 접속 노선                        | 소재지     | 소재지 | 소재지 | 비고 |
| ---------------------- | -------------------------------- | ---------- | ------ | ------ | ---- |
| 원촌삼거리             | 대전광역시도 제18호선 (엑스포로) | 대전광역시 | 유성구 | 전민동 |      |
| 원촌교                 |                                  | 대전광역시 | 유성구 | 회덕동 |      |
| 원촌교                 | 대덕구                           | 대전광역시 |        | 회덕동 |      |
| 원촌교네거리           | 천변도시고속화도로               | 대전광역시 |        | 회덕동 |      |
| 읍내네거리             | 국도 제17호선 (대전로)           | 대전광역시 |        | 회덕동 |      |
| 평생교육문화센터교차로 | 계족로                           | 대전광역시 | 법동   |        |      |

## 주요 건물 및 시설
- SK에너지 원촌주유소 (아리랑로 55/읍내동 506-10)
- GS칼텍스 차세대주유소 (아리랑로 73/읍내동 512-2)